# AIX Racing
A AIX Racing é uma equipe emiradense de automobilismo sediada em Berlim, na Alemanha. Anteriormente, competiu sob uma licença alemã em 2024. A equipe foi formada em maio de 2024, após a empresa de serviços financeiros AIX Investment Group concluir a aquisição das equipes de Fórmula 2 e de Fórmula 3 da PHM Racing.

## História
A AIX Racing foi formada a partir das equipes de Fórmula 2 e de Fórmula 3 da PHM Racing. Em 2023, a PHM anunciou um novo acordo de patrocínio com o AIX Investment Group, sediado em Dubai, nos Emirados Árabes Unidos, que faria com que a equipe fosse renomeada para "PHM AIX Racing" em janeiro de 2024. A AIX posteriormente concluiu a aquisição das estruturas de Fórmula 2 e Fórmula 3 da PHM em maio de 2024, passando a competir como "AIX Racing" a partir da rodada de Ímola, a quarta etapa do Campeonato de Fórmula 2 de 2024 e a terceira do Campeonato de Fórmula 3 de 2024.